# Adzo Kpossi
Adzo Kpossi, född 25 januari 1999, är en togolesisk simmare. 
Kpossi tävlade för Togo vid olympiska sommarspelen 2012 i London, där hon blev utslagen i försöksheatet på 50 meter frisim. Vid olympiska sommarspelen 2016 i Rio de Janeiro blev hon utslagen i försöksheatet på samma distans.